# Ruine St. Ruprecht
Die Ruine St. Ruprecht ist die Ruine einer Spornburg auf einem felsigen 603,4 m ü. NN hohen Höhensporn an der Einmündung des Marientales in das Große Lautertal südöstlich der Burgruine Monsberg beim Ortsteil Erbstetten der Stadt Ehingen im Alb-Donau-Kreis in Baden-Württemberg.

## Geschichte

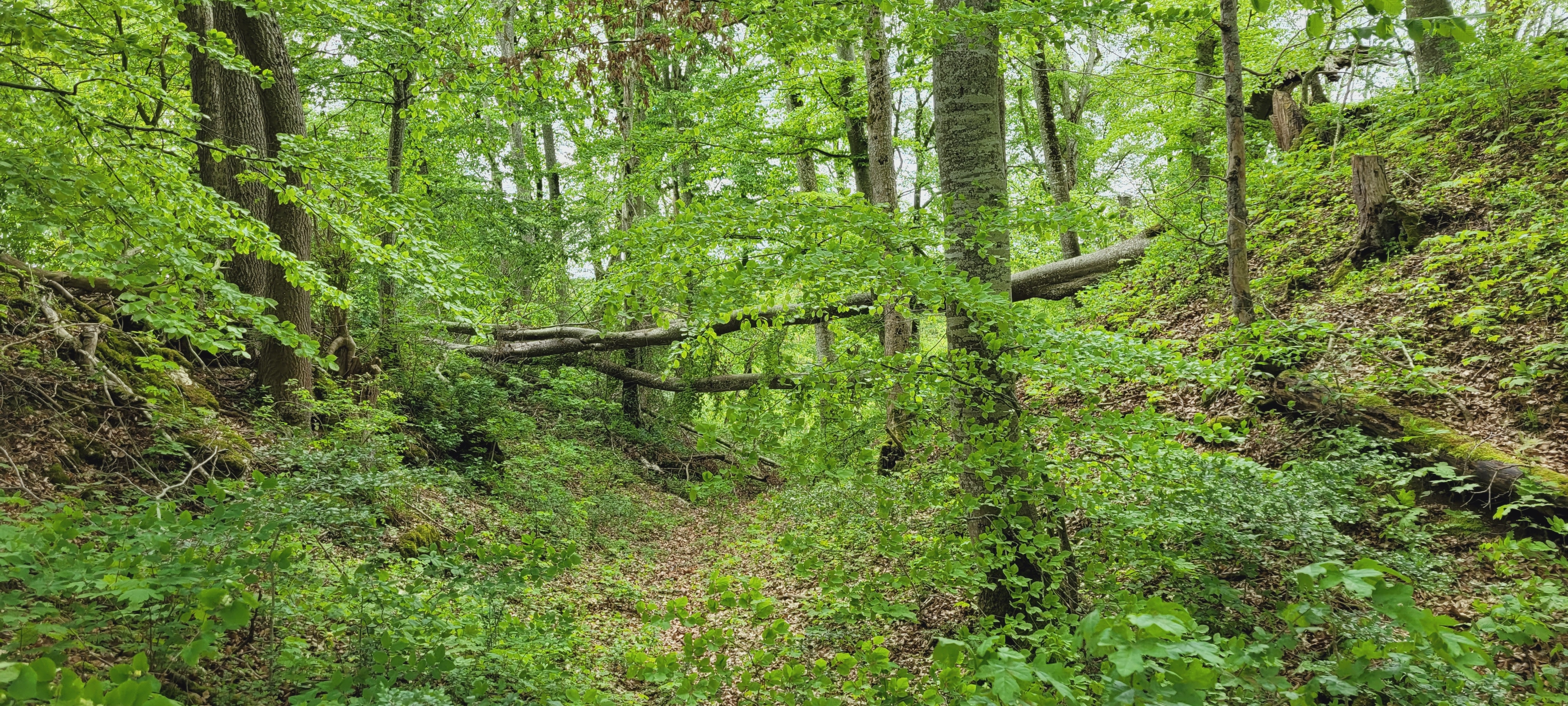
Halsgraben (2023)

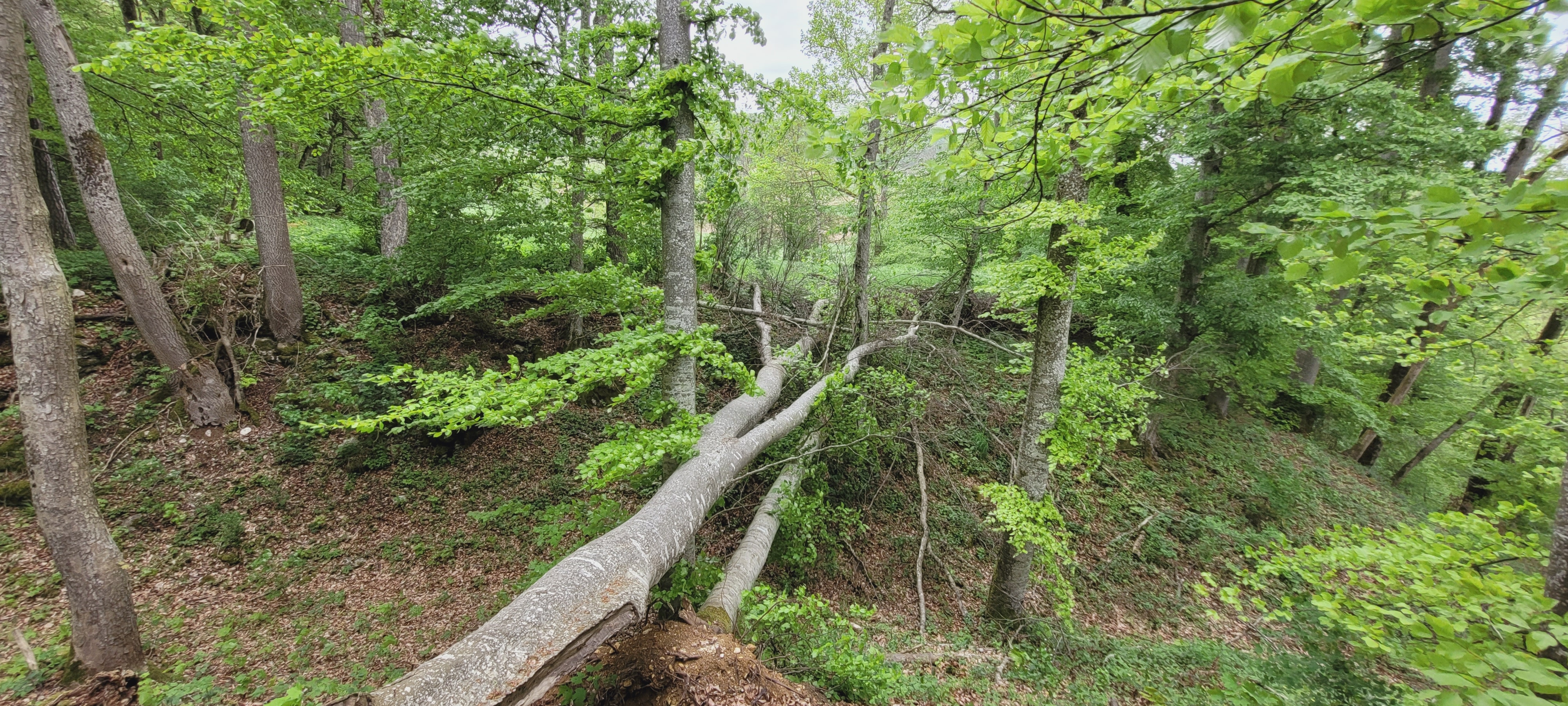
Seitenansicht: gut sind abtrennender Halsgraben und Burghügel zu sehen

Über die nach Keramikfunden während der zweiten Hälfte des 11. Jahrhunderts oder etwas früher gegründeten Burg sind bis heute keine urkundlichen Nachweise bekannt. Am 19. März 1422 wurde die Bezeichnung „St. Ruprecht“ in einer Verkaufsurkunde als Name eines in der Nähe liegendes Flurstücks, „St. Ruprechts Acker“, erstmals erwähnt, allerdings war dies nicht der Name der Burg. Die Bezeichnung St. Ruprecht lässt vermuten, dass der Besitz wohl einer Kirche gehörte, vielleicht wurde auf dem Gelände der Burg nach ihrer Zerstörung eine klösterliche Niederlassung des Klosters St. Trudpert errichtet, das auch als St. Ruprecht während des 13. Jahrhunderts bezeugt ist.
Die Bezeichnung St. Ruprecht wurde, nachdem auch das Kloster nicht mehr existierte, auf die Ruinen der ehemaligen Burg übertragen, die man als die Reste des Klosters deutete. In einer Karte von 1721 wurde eine Ruine als St. Ruprecht beschriftet, direkt darunter wird allerdings auch ein „Bürckpläzle“ erwähnt.
Nach Schmitt könnte es sich eventuell um die Burg Niederwartstein gehandelt haben, die 1359 von der Reichsstadt Ravensburg zerstört wurde. Nach der Keramikauswertung von Bizer wurde die Burganlage allerdings schon in der zweiten Hälfte des 12. Jahrhunderts wieder aufgegeben.
Von der ehemaligen Burganlage mit einer Grundfläche von 80 × 50 Meter, abgetrennt vom Bergrücken durch einen großen Halsgraben, sind nur noch Mauerreste zu sehen.